# Шкурин Віктор Георгійович
Віктор Георгійович Шку́рин (нар. 5 січня 1932, Маріуполь — пом. 25 жовтня 2020, Київ) — радянський, український режисер-документаліст; член Спілки кінематографістів України. Народний артист України (2002).

## Життєпис
Народився 5 січня 1932 року у місті Маріуполі (тепер Донецька область, Україна) в сім'ї робітника. 1957 року закінчив Одеське морехідне училище. Протягом 1957—1964 років працював диспетчером і начальником порту на Шпіцбергені, перебував на комсомольській роботі. Член КПРС з 1958 року.
Впродовж 1960—1964 років навчався на режисерському факультеті Всесоюзного державного інституту кінематографії у Романа Кармена. Після здобуття мистецької освіти з 1964 року працював режисером «Укркінохроніки».

Могила Віктора Шкурина, Байкове кладовище

Батько актора і режисера Ігоря Шкурина.
Помер на 89-му році життя 25 жовтня 2020 року. Був кремований, прах похований у колумбарії Байкового кладовища (50°24′52.60″ пн. ш. 30°30′13.80″ сх. д. / 50.4146111° пн. ш. 30.5038333° сх. д.).

## Фільмографія
Створив стрічки
- «Двоє з мартену» (1965);
- «Запорожець на Олімпі» (1965);
- «Десант у безсмертя» (1965);
- «Дружина Червоного Хреста» (1965);
- «Київ—66» (1966);
- «Соната про художника» (1966);
- «Параска Біда та добрі люди» (1967, Диплом зонального огляду в Києві, 1968);
- «В нельотну погоду» (1968, Диплом Лейпцигського міжнародного кінофестивалю;
- «Рік народження 1918» (1968);
- «Український квартал» (1969);
- «Завжди бути напоготові» (1970, фільм присвячений Володимиру Леніну);
- «Курган Товста могила» (1970);
- «Естафета мужності» (1971);
- «Про дружбу співа Україна» (1974, співавтор, сценограф);
- «Вогні Придніпров'я» (1976);
- «Арсенальська заства» (1978);
- «Платон мені друг» (1980, Диплом глядацького журі VI Республіканського кінофестивалю, Жданов, 1981);
- «Радянський характер» (1982, телефільм);
- «Бути чи не бути» (1985);
- «Поділю твій біль» (1989);
- «Азовське море. Спаси і допоможи» (1992);
- «Липневі грози» (дилогія «Страйк», 1990 і «Викид», 1992);
- «Жезли Меркурія» (1997, співавтор, сценограф);
- «Леонід Кравчук. Обрання долі» (2003, у співавторстві з Олександром Фроловим) в документальному циклі «Обрані часом»;
- «Червоний ренесанс» (2004, у співавторстві з Олександром Фроловим).

Знімався у епізодичних ролях у фільмах «Я крокую по Москві» (1965), «Розколоте небо» (1979).

## Відзнаки
- Нагороджений орденом Трудового Червоного Прапора;
- Заслужений діяч мистецтв УРСР з 1976 року;
- Лауреат Державної премії України імені Тараса Шевченка (1993; разом з Анатолієм Карасем, Віктором Кріпченком за документальну кінодилогію «Липневі грози» Української студії хронікально-документальних фільмів)[2];
- Народний артист України з 2002 року.